# Kazimieras Viktoras Banaitis
Kazimieras Viktoras Banaitis (* 5. März 1896 in Vaitiekupiai, Kreis Šakiai; † 25. Dezember 1963 in New York, USA) war ein litauischer Komponist.

## Leben
Banaitis studierte in Prag und von 1922 bis 1928 in Leipzig bei Sigfrid Karg-Elert (Komposition) und Otto Keller (Klavier). Danach unterrichtete er am Konservatorium Kaunas, wo er 1938 Professor wurde. Von 1944 bis 1949 lebte er in Deutschland, dann übersiedelte er nach New York.
Banaitis komponierte u. a. über vierhundert Lieder, zwei Kantaten, Klavierwerke und Kammermusik in spätromantischem und impressionistischem Stil. Sein Hauptwerk war die Oper Jūratė ir Kastytis (1955), deren Aufführungen 1972 in Chicago und 1996 in Kaunas er nicht mehr erlebte.